# 玫瑰高原鰍
玫瑰高原鰍（學名：Triplophysa rosa）為輻鰭魚綱鯉形目條鰍科高原鰍屬的其中一種。分布於亞洲中國重慶市東巴洞穴，本魚體延長且側扁，口下位，具觸鬚3對，眼退化，背鰭鰭條9枚;胸鰭鰭條12枚;腹鰭鰭條7;臀鰭鰭條6枚，背鰭的末梢部邊緣凹曲，尾鰭分叉，全身無鱗片而無色，體長可達5.6公分，棲息在洞穴底層水域，生活習性不明。

## 扩展阅读
維基物種上的相關：玫瑰高原鰍